# NIKKEI×BS LIVE 7PM
『NIKKEI×BS LIVE 7PM』（にっけい・ビーエスライブ・セブンピーエム）は、BSジャパンで2012年4月2日より2013年3月29日まで放送されていたトーク番組。毎週月曜日から金曜日の夜7時から生放送されていた。

## 概要
団塊世代を中心としたネオシニア世代向けに毎日を楽しんでもらうためのトーク番組で、各曜日ごと1つのテーマを設定して、毎回その道に精通したゲストを迎えてトークを繰り広げる。テレビ東京地上波の関東ローカルで放送される『7スタLIVE』と同様、7スタから生放送されていた（7スタを使用したBSジャパンオリジナル番組としては「MADE IN BS JAPAN」の後継番組にあたる）。
各曜日のテーマ
- 月曜日：Money（お金）
- 火曜日：Biz&Economy（経済）
- 水曜日：Health（健康）
- 木曜日：Culture（文化）
- 金曜日：Leisure（レジャー、趣味）

※2013年1月の放送より金曜日のテーマは木曜日に統合され、新たに金曜日は「話題の人物」にスポットを当てたゲストトークへと変更された。
ちーたかの新商品予報
月〜木曜の19時45分頃から番組の終了直前まで、女性MCである高樹が企業の新商品や新サービス等を紹介する。
開始当初は、紹介した商品やサービスについて、高樹以外の出演者全員が天気に例えて「売れる」「売れない」などと判定していた。また2012年10月の放送より「ちーたかのヒットバンザイ！」としてリニューアルされた。

## 放送日時
BSジャパン
- 月曜日 - 金曜日　19:00 - 19:55

月-水曜日の「韓ドラ☆」、木曜日の「BSスペシャル」（26日遅れの「土曜スペシャル」時差放送）および金曜日の「傑作ミステリアワー」終了直後の18:54頃に本日放送される内容を予告している。また、火曜日の放送のみustreamでも配信されている（リンク参照）。
※2012年6月5日はプロ野球「ソフトバンクVS巨人」（テレビ東京・BSジャパン・TVQ九州放送共同制作）が18:30から中継されるため、18時台の「韓ドラ☆ソル薬局の息子たち」と20時台の「欧州美の浪漫紀行3」共々番組自体休止となる。なお、18:00-18:30は「地球ゆうゆう紀行」を放送。
2013年3月29日の放送回をもって終了し、日経協賛・協力によるBSジャパンの帯報道・情報番組は同4月1日より「BSニュース 日経プラス10」に移行した。

## 出演者

### 男性MC（進行役）
- 野田稔（月、水曜日） - 明治大学大学院グローバルビジネス研究科教授
- 関口和一（火曜日） - 日本経済新聞論説委員
- 山田五郎（木曜日） - マルチ評論家
- 別所哲也（金曜日） - 俳優

### 女性MC（アシスタント）
ともに女性タレントを起用。
- 高樹千佳子（月 - 木曜日）
- 松本あゆ美（金曜日）

### コメンテーター
- 鈴木亮（月曜日） - 日本経済新聞電子版マーケット&マネー編集長
- 槍田真希子（火、木曜日） - 日本経済新聞記者　※2012年9月まで出演
- 藤井省吾（水曜日）- 日経ヘルス編集長
- 麗幸子（金曜日） - 日経ウーマン発行人

### ニュース担当
ともに当時テレビ東京アナウンサー。交代で担当。
- 林克征
- 森田京之介

※「ニュースクイック」のコーナーとして2012年3月30日で打ち切りとなった平日夕方ニュース枠（打ち切り時点での番組は「NEWSアンサー」）の地上波同時放送に代わる形でその日のニュースをフォローしている。

### スタッフ
ナレーション：吉田真澄、斎藤晃一、久保田竜一
統括：加増良弘、只野研治
チーフプロデューサー：深谷守
編成：東不可止
新商品：青木理恵
番宣：西山麻衣子
日経：斉藤直宏
デスク：立石望
音効：江連隆太郎、中田路子
技術：鈴木智昭、吉田和雄、千明裕史、吉川真樹、吉田真澄、石田和良
カメラ：風間誠、滝瀬勝彦、吉川真樹、徳織雅彦、吉田真澄、大森仁
映像：芹野昭義、持塚浩司、宮前早智
音声：遠藤孝明、下田由紀
美術 照明：テレビ東京アート
スタイリスト：石井利江子、青柳裕美
リサーチ：ADN
TK：風間まり、井上奈美、池田智美、幅佐登美、梅村咲季
協力：日本経済新聞社
製作：テレビ東京、BSジャパン
月曜
```
構成：
山際良樹

プロデューサー：
岩尾庄一郎（テレビ東京）
、
滝川均

ディレクター：
坂本透
、
田頭悟

AP：
中村篤史

AD：
高橋美咲
```

火曜
```
構成：
中村健司

プロデューサー：
唐戸智雄（テレビ東京）
、
海老原征士

ディレクター：
須田琉風
、
須田岳未

AP：
向山麻子

AD：
島香寿美
```

水曜
```
構成：
森一盛

プロデューサー：
永田浩一（テレビ東京）
、
高橋暁

ディレクター：
奥田隆英
、
柴田真

AP：
田中千賀子

AD：
追川鉄也
、
佐藤絵理子

医療監修：
秋津壽男
```

木曜
```
構成：
兼上頼正

プロデューサー：
岩尾庄一郎（テレビ東京）

ディレクター：
福本光恭
、
清藤誠司

AD：
尾花惠美子
```

金曜
```
構成：
水野英昭
、
相川真紀

プロデューサー：
重定菜子（テレビ東京）
、
海老原征士

ディレクター：
安元秀幸
、
須田岳未

AP：
向山麻子

AD：
米本樹
```

- オープニングテーマ：「ハロー・グッドバイ」
- 唄・演奏：イエロー・マジック・オーケストラ